# Persis Drell
Persis Drell   (Palo Alto, 30 de desembre de 1955) és la rectora emèrita i catedràtica "James i Anna Marie Spilker" de l'Escola d'Enginyeria de la Universitat Stanford, professora de ciència i enginyeria dels materials i professora de física. Abans del seu nomenament com a rectora, va ser degana de l'Escola d'Enginyeria de Stanford del 2014 al 2017 i directora del Laboratori Nacional d'Acceleració SLAC del Departament d'Energia dels Estats Units del 2007 al 2012.

## Biografia
Filla del conegut físic Sidney Drell, Persis es va traslladar a Stanford quan tenia sis mesos. Va obtenir la seva llicenciatura en matemàtiques i física el 1977 al Wellesley College i el seu doctorat en física atòmica el 1983 per la Universitat de Califòrnia a Berkeley, estudiant amb Eugene Commins.
Drell va començar la seva carrera com a investigadora associada postdoctoral al Laboratori Nacional Lawrence de Berkeley com a membre de la col·laboració Mark-II.
El 1988, Drell va ser contractada a la facultat de física de la Universitat Cornell i es va unir a la col·laboració CLEO treballant en la física de sabors pesants. Va ser la subdirectora del Laboratori d'Estudis Nuclears de Cornell i presidenta del Comitè de Radiació de Sincrotró.
El 2002, Drell es va incorporar a la facultat de la Universitat Stanford i va ser nomenada directora associada d'astrofísica de partícules i partícules al Laboratori Nacional d'Acceleradors SLAC, on va supervisar l'experiment BaBar. Es va unir a la col·laboració del telescopi espacial Fermi de raigs gamma i va participar en la construcció del telescopi de gran àrea. Va esdevenir subdirectora del laboratori el 2005 i el 2007 va ser nomenada quarta directora del SLAC, succeint a Jonathan M. Dorfan. Va deixar el càrrec de directora de laboratori l'any 2012 per tornar a la recerca i la docència a temps complet.
El setembre de 2014, Drell va ser nomenada degana de la Stanford School of Engineering, sent la primera dona que ocupava aquest càrrec. El febrer de 2017, Drell es va convertir en la tretzena persona nomenada rectora de la Universitat Stanford. Drell va deixar el càrrec l'octubre de 2023.

### Premis
Drell ha estat escollida membre de l'Acadèmia Nacional de Ciències dels Estats Units, l'Acadèmia Americana de les Arts i les Ciències, l'Acadèmia Nacional de Ciències d'Alemanya Leopoldina i "Fellow" de l'American Physical Society i Fellow de l'Associació Americana per a l'Avenç de la Ciència (AAAS). Ha rebut una Beca Guggenheim i un Premi Jove Investigador Presidencial de la National Science Foundation.